# Idaea limbolata
Idaea limbolata là một loài bướm đêm trong họ Geometridae.